# Дрохичин
Дрохѝчин (на полски: Drohiczyn) е град в Източна Полша, Подляско войводство, Шемятички окръг. Административен център на градско-селската Дрохичинска община. Заема площ от 15,69 км2.

## Население
Според данни от полската Главна статистическа служба, към 31 декември 2016 година населението на града възлиза на 2030 души. Гъстотата е 129 души/км2.
- Графика. Промени в броя на жителите в периода 1881 – 2016 г.[2]

## Забележителности
В регистъра на недвижимите паметници на Националния институт за наследството са вписани:
- Градска част, XVI-XIX век, рег. № 73 (79) от 7.01.1957 г.
- Гръкокатолическа църква „Св. Николай“, 1792, 1848 г., рег. № A-41 от 11.11.1966 г.
- Бенедиктински манастирски комплекс:
  - Църква „Вси Светии“, 1734 – 1738 г., 1929 – 1930 г., рег. № A-40 от 10.11.1966 г.
  - Манастир, средата на XVIII век, 1958 – 1965 г., рег. № A-425 от 6.06.2012 г.
  - Терен на манастира, рег. № j.w.
- Францискански манастирски комплекс:
  - Църква „Успение на Пресвета Дева Мария“, 1640 – 1660 г., XVIII, XX, рег. № 270 от 10.11.1966 г.
  - Камбанария, 1770 г., рег. № 268 от 10.11.1966 г.
  - Манастирска част, обхващаща сградата на лицея, средата на XVIII, XIX и XX век, рег. № 279 (269) от 10.11.1966 г.
  - Къщичка на охраната, XVIII век, рег. № 277 от 14.11.1966 г.
  - Жилищна пристройка, на ул. Крашевски № 4, XVIII век, рег. № 276 от 14.11.1966 г.
- Йезуитски манастирски комплекс:
  - Енорийска църква „Св. Троица“, 1696 – 1709 г., XX век, рег № 266 от 11.11.1966 г.
  - Манастирска част, обхващаща сградата на епископска курия, 1696 – 1747 г., XX век, рег. № 271 от 11.11.1966 г.
  - Камбанария-порта, 1885 – 1887 г., рег № 274 от 11.11.1966 г.
  - Сградата на духовната семинария, бивш колеж, 1747 – 70 г., XX век, рег. № 272 от 11.11.1966 г.
  - Стопанска сграда, втората половина на XVIII век, рег. № 273 от 11.11.1966 г.
- Параклис, край пътя за Клушувка и Минчево, началото на XIX век, рег. № 299 от 25.11.1966 г.
- Еврейско гробище, XVI век, рег. № A – 121 от 18.11.2004 г.